# Amerika-Trilogie
Die Amerika-Trilogie ist eine Film-Trilogie von Sergio Leone, bestehend aus Spiel mir das Lied vom Tod (1968), Todesmelodie (1971) und Es war einmal in Amerika (1984).
Erst die Original- bzw. die englischen Titel lassen auf eine Trilogie schließen: Once Upon A Time In The West, Once Upon A Time … The Revolution und Once Upon A Time In America.Sergio Leone sah die drei Filme als Triptychon drei seiner Ansicht nach wesentlichen Epochen der Geschichte der Vereinigten Staaten: Die Zeit der Grenzkämpfe in Spiel mir das Lied vom Tod, die Mexikanische Revolution in Todesmelodie, und schließlich das Ende des Mythos Amerika in Es war einmal in Amerika. Andreas Rauscher sah die drei Filme als Trilogie über die unerfüllten Träume des Mythos Amerika.
Die Amerika-Trilogie ist die Nachfolgerin von Leones Dollar-Trilogie.